# Connaissance de l'Orient

Logo de la collection

La collection « Connaissance de l'Orient » est une collection des éditions Gallimard, créée en 1956 par René Étiemble. Elle a été dirigée à partir de 1991 par Jacques Dars.
La collection a été créée en tant que série orientale de la Collection UNESCO d'œuvres représentatives. Elle comprend plusieurs sous-séries : arabe, bengalie, chinoise, coréenne, Égypte ancienne, égyptienne, indienne, japonaise, malaise, mongole, pakistanaise, persane, philippine, tibétaine, vietnamienne.
C'est grâce à la collection « Connaissance de l'Orient » qu'ont été connues en français des œuvres importantes de la littérature chinoise, au-delà du cercle des seuls érudits.
La collection a aussi été accompagnée d'une collection « Connaissance de l'Orient - format poche » qui reprenait à un plus petit format et à un prix moindre certains des titres déjà publiés dans la collection mère. D'ailleurs, cette collection de poche reprend le système des sous-séries. Cette collection a été lancée en 1985 et a publié 72 titres dont le dernier est paru en 1995. Certains de ses titres sont désormais repris dans les différentes collections Folio (Folio Essais, Folio 2€ série Sagesses et, depuis 2015, Folio Sagesses).
La collection mère quant à elle a publié 120 titres entre 1956 et 2011.

## Liste des titres

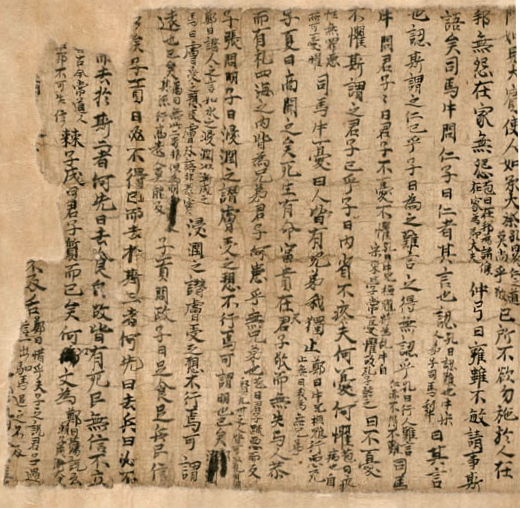
Les Entretiens de Confucius. Manuscrit de Dunhuang.

### Série chinoise

#### Anthologies, collectifs et anonymes
- Anthologie de la poésie chinoise classique, dir. Paul Demiéville, (1re éd.1962) Réédition 1982, coll. « Poésie Gallimard », 1982, 624 p.  (ISBN 9782070322190)
- Anthologie des mythes et légendes de la chine ancienne, choisis, présentés, traduits et indexés par Rémi Mathieu, 1989, 276 p. + 2 p.hors texte, 1 ill.  (ISBN 9782070716777)
- L'Antre aux fantômes des collines de l'Ouest (Sept contes chinois anciens xiie – xive siècle), trad. André Lévy et René Goldman, (1re éd.1972) -- « format poche », 1987, 182 p.  (ISBN 9782070711697)
- Contes de la montagne sereine, trad. présentation et notes Jacques Dars, Préface Jeannine Khon-Etiemble, 1987, 584 p.  (ISBN 2070708403)
- Élégies de Chu. Chu ci, trad. introduction et notes Rémi Mathieu, 2004, 320 p.  (ISBN 2070770923) Attribuées à Qu Yuan, Song Yu et autres poètes chinois de l'Antiquité (IVe siècle av. J.-C. - IIe siècle apr. J.-C.
- Poètes bouddhistes des Tang, trad. présentation et notes Paul Jacob, 1988 (1ed 1987), 112 p.  (ISBN 2070710920)
- Le Poisson de jade et l'épingle au phénix. Douze contes chinois du XVIIe siècle, édition et trad. Rainier Lanselle, préface André Lévy, (1re éd.1987). -- « format poche » 1991, 462 p.  (ISBN 9782070722600)
- Vacances du pouvoir. Poèmes des Tang,  édition et trad. Paul Jacob, 1983, 144 p.  (ISBN 2070245160)

#### Auteurs
- Aina jushi, Propos oisifs sous la tonnelle aux haricots, trad. présentation et notes Claire Lebeaupin, 2010, 448 p.  (ISBN 9782070127269)
- Chen Fou, Récits d'une vie fugitive. Mémoires d'un lettré pauvre, trad. Jacques Reclus, (1re éd.1967) -- « format poche », 1986, 182 p.  (ISBN 2070706362)
- Confucius, Les Entretiens de Confucius, trad. Pierre Ryckmans, (1re éd.1987) --  «format poche», 1989   (ISBN 9782070717903)  Réédition,  coll.  « folio sagesse », 2004   (ISBN 9782070305315)
- Dai Mingshi, Recueil de la montagne du Sud, trad. introduction et notes Pierre-Henri Durand, 1998, 320 p.  (ISBN 2070741273)
- Gan Bao, À la recherche des esprits. Récits tirés du «Sou Shen Ji», trad. Chang Fu-jui, Roger Darrobers, Lionel Epstein, Sarah Hart, Rainier Lanselle, Jean Levi, André Lévy et Rémi Mathieu, introduction et notes Rémi Mathieu, 1992, 360 p. + 8 p. hors texte, 8 ill.   (ISBN 207072767X)
- Ge Hong, La Voie des Divins Immortels . Les chapitres discursifs du «Baopuzi neipian», trad. introduction et notes Philippe Che, 1999 (240 p.)  (ISBN 9782070754205)
- Ji Yun, Passe-temps d'un été à Luanyang, trad. présentation et notes  Jacques Dars, 1998, 592 p.  (ISBN 2070754286)
- Kouo Mo-jo, Autobiographie. Mes années d'enfance, trad. Pierre Ryckmans, (1re éd.1970) -- « format poche », 1991, 196 p.  (ISBN 2070722805)
- Kouo Mo-jo, K'iu Yuan, trad. Liang Pai-tchin, 1957 -- « format poche », 1988, 210 p.  (ISBN 2070714764)
- Kouo Mo-jo, Poèmes, trad. Michelle Loi
- Lao Tseu, Tao tö king, trad. Liou Kia-hway, (1re éd.1967) -- « format poche », 1990, 140 p.  (ISBN 9782070719525)
- Li Bai,  Florilège,  trad. Paul Jacob, 1985, 280 p.  (ISBN 2070703525)
- Li He, Poèmes, trad. Marie-Thérèse Lambert,  préface et notes Guy Degen, 2007 (224 p.)  (ISBN 9782070781669)
- Li Qingzhao, Œuvres poétiques complètes, trad. Liang Paitchin, 1977, (184 p.)  (ISBN 2070296334)
- Lie Tseu, Le Vrai Classique du vide parfait, trad. introduction et notes Benedykt Grynpas, (1re éd.1961)  --  « format poche », 1989, 238 p.   (ISBN 9782070717873)  Coll «Folio essais», 2011  (ISBN 9782070441358)
- Lieou Ngo, L'Odyssée de Lao Ts'an, trad. Chen Tcheng, (1re éd.1964) -- « format poche », 1990, 282 p.  (ISBN 2070719502)
- Ling Mong-Tch'ou, L'Amour de la renarde. (Marchands et lettrés de la vieille Chine. Douze conte du xviie siècle), trad. André Lévy, (1re éd.1970)  -- « format poche », 1988, 294 p.  (ISBN 2070713296)
- Liu Shao, Traité des caractères, trad présentation et notes Anne-Marie Lara, 1997, 208 p.  (ISBN 2070747336)
- Lou Siun, Contes anciens à notre manière, trad. introduction et notes Li Tche-houa, (1re éd.1959) -- « format poche », 1988, 210 p.   (ISBN 207071327X)
- Luxun, Brève histoire du roman chinois, trad Charles Bissotto, 1993, « format poche », 392 p.  (ISBN 2070727335)
- P'ou Song-ling, Contes extraordinaires du Pavillon du loisir, trad.  Jacques et Patricia Guillermaz, Yves Hervouet, Max et Odile Kaltenmark, Li Tche-houa, Robert Ruhlmann et Tchang Fou-jouei, sous la direction de Yves Hervouet, 1re éd.1969) -- « format poche », 1987, 224 p.   (ISBN 207070923X)
- Qian Zhongshu, Hommes, bêtes et démons, trad. introduction et notes  Sun Chaoying, « format poche », 1994, 224p.  (ISBN 207073966X)
- Su Manshu, Les larmes rouges du bout du monde, trad Dong Chun et Gilbert Souffert. Préface d'Étiemble, 1989, 272 p.  (ISBN 2070714837)
- Tang Zhen, Ecrits d'un sage encore inconnu, trad présentation et notes Jacques Gernet, 1992 (360 p)  (ISBN 2070724409)
- Tao Yuan-ming, Œuvres complètes,  trad. présentation et notes Paul Jacob, 1990. (456 p.)  (ISBN 2070716813)
- Tcheng T'ing-yu, Ts'in Kien-fou, Le Signe de patience et autres pièces du Théâtre des Yuan, trad. Li Tche-houa, (1re éd.1963) -- « format poche », 1992, 378 p.  (ISBN 207072431X)
- Tchouang-tseu, Œuvre complète, trad. Liou Kia-hway, (1re éd.1969) -- « format poche », 1985, 392 p.  (ISBN 9782070705290)
- Wang Chong, Discussions critiques, trad. introduction et notes Nicolas Zufferey, 1997, 312 p.  (ISBN 2070746364)
- Wang Wei, Paysages : Miroir du cœur, trad Wei Penn Chang et Lucien Drivod, ed. bilingue, 1990, 352 p. +32 p. hors texte, 34 ill.  (ISBN 2070702537)
- Wou King-tseu, Chronique indiscrète des mandarins, trad. Tchang Fou-jouei, 2 vol.(1re éd.1976) -- « format poche », 1986, tome 1 (434 p.)  (ISBN 2070707466), tome 2 (420 p.)  (ISBN 2070707474)
- Xu Xiake, Randonnées aux sites sublimes, trad. introduction et notes Jacques Dars, 1993, 432 p. +40 p. hors texte, 29 ill.   (ISBN 2070733416)
- Wu Yuantai, Pérégrination vers l'est, trad. introduction et notes Nadine Perront, format poche, 1993, 280 p.  (ISBN 2070733874)
- Yuan Mei, Ce dont le Maître ne parlait pas, trad. introduction et notes  Chang Fu-jui, Jacqueline Chang, Jean-Pierre Diény, 2001.  (ISBN 9782070131839) --
- Zhang Dai, Souvenirs rêvés de Tao'an, trad. introduction et notes  Brigitte Teboul-Wang, 1995, 208 p.  (ISBN 2070736377)

### Série indienne
- Au cabaret de l'amour (Paroles de Kabir), trad. du hindî Charlotte Vaudeville, 1959
- Choix de Jâtaka, extraits des vies antérieures du Bouddha, trad. du pâli Ginette Terral
- Contes du vampire, trad. du sanskrit Louis Renou, 1963
- Hymnes spéculatifs du Véda, trad. Louis Renou, 1956
- La Chute de Yayâti (extraits du Mahâbhârata), trad. Gilles Schaufelberger et Guy Vincent, 1992
- Les Questions de Milinda (Milinda-pañha)
- Mythes et légendes extraits des Brâhmanas, trad. Jean Varenne
- Pañcatantra, trad. du sanskrit Édouard Lancereau, 1965
- Upanishads du Yoga, trad. du sanskrit Jean Varenne
- Banaphul: '''Nandi le Fou et autres nouvelles'''. Trad. du bengali, préface et annotation par Prithwindra Mukherjee. 1994
- Bankim Chandra Chatterji, Le Testament de Krishnokanto, trad. du bengali Nandadulal Dé
- Bhairava Prasâd Gupta, Gange, ô ma mère
- Bibhouti Bhousan Banerji, La Complainte du sentier, trad. France Bhattacharya, 1969.
- Kalidasa, La Naissance de Kumara, trad. du sanskrit Bernadette Tubini, 1957
- Prince Ilangô Adigal, Le Roman de l'anneau, trad. du tamoul Alain Daniélou et R. S. Desikan, 1961
- Rabindranath Tagore, La Fugitive, suivi Poèmes de Kabir
- Rabindranath Tagore, Mashi
- Rabindranath Tagore, Souvenirs
- Sour-Dâs, Pastorales, trad. de la langue braj Charlotte Vaudeville
- Saratchandra Chatterji: '''Mahesh et autres nouvelles'''.Trad. du bengali, préface et annotation par Prithwindra Mukherjee. Avant-propos de Jean Filliozat. 1988
- Toukaram, Psaumes du pèlerin, trad. G.-A. Deleury
- Taha Shankar Banerji (en), Râdhâ au lotus et autres nouvelles, trad. du bengali France Bhattacharya

### Série japonaise
- Anthologie de la poésie japonaise classique, trad. G. Renondeau
- Contes d'Ise, trad. G. Renondeau
- De serpents galants et d'autres (Contes folkloriques japonais)
- Histoires qui sont maintenant du passé, trad. Bernard Frank
- Akutagawa Ryûnosuke, Rashomon et autres contes, trad. Arimasa Mori
- Ihara Saikaku, Cinq amoureuses, trad. Georges Bonmarchand
- Ihara Saikaku, Vie d'une amie de la volupté, trad. Georges Bonmarchand
- Mori Ogai, Vita sexualis (ou L'apprentissage amoureux du professeur Kanai Shizuka), trad. Amina Okada, 1981
- Nagaï Kafû, La Sumida, trad. Pierre Faure
- Nagaï Kafû, Une histoire singulière à l'est du fleuve
- Natsumé Sôséki, Je suis un chat
- Natsumé Sôséki, Sanshirô, trad. Estrellita Wasserman, 1995
- Natsumé Sôséki, Le Pauvre Cœur des hommes, trad. Hiroguchi Gaigaku et Georges Bonneau
- Dazaï Osamu, La Déchéance d'un homme
- Sei Shônagon, Notes de chevet, trad. André Beaujard, 1966
- Uéda Akinari, Contes de pluie et de lune, trad. René Sieffert
- Urabe Kenkô, Les Heures oisives.  Kamo no Chômei, Notes de ma cabane de moine, trad. Charles Grosbois, Tomiko Yoshida et le R.P. Sauveur Candau
- Zeami, La Tradition secrète du Nô, suivie de Une journée de Nô, trad. René Sieffert

### Série persane
- Anthologie de la poésie persane (xie – xxe siècle), dir. Z. Safâ, 1964

### Série vietnamienne
- Nguyên-Du, Kim Vân Kiêu, trad. Xuân-Phuc et Xuân-Viêt
- Nguyen-Dû, Vaste recueil de légendes merveilleuses, trad. Nguyên-Tran-Huan

### Série Asie centrale
- Sayd Bahodine Majrouh, Le Suicide et le Chant. Poésie populaire des femmes pashtounes, trad. du pashtou André Velter et Sayd Bahodine Majrouh, 1994

### Série arabe
- Taha Hussein, Au-delà du Nil

### Série des langues non russes de l'URSS
- Aventures merveilleuses sous terre et ailleurs de Er-Töshtük le géant des steppes, traduit du kirghiz par Pertev Boratav, introduction et notes de Pertev Boratav et Louis Bazin, 1965.

### Autres séries
- Chota Roustavéli, Le Chevalier à la peau de tigre
- David de Sassoun
- Le Livre des Héros (Légendes sur les Nartes)